# Вулиця Бобинського (Львів)
Вулиця Боби́нського — вулиця у Шевченківському районі міста Львова, у місцевості Підзамче. Починається від вулиці Промислової та закінчується глухим кутом.
Прилучаються вулиці Погідна, Сміла та Дублянська. 

## Історія
Вулиця виникла наприкінці 1920-х років, у 1930 році отримала назву Акцизна (Акцизова), тому що нею проходила митна межа міста. Сучасну назву вулиця має з 1963 року, на честь західно-українського поета Василя Бобинського.
Вулиця Бобинського є однією з вулиць колишньої робітничої колонії транспортників. 
Забудова — конструктивізм 1930-х років.